# Drahenický Málkov
Drahenický Málkov je vesnice, část města Blatná v okrese Strakonice v Jihočeském kraji. Nachází se asi 5,5 kilometru severně od Blatné. Drahenický Málkov je také název katastrálního území o rozloze 4,67 km². Součásti katastrálního území jsou rovněž osady Chaloupky, Nový Dvůr a Starý Dvůr.

## Historie
První písemná zmínka o vesnici pochází z roku 1454.

## Obyvatelstvo
| Rok            | 1869 | 1880 | 1890 | 1900 | 1910 | 1921 | 1930 | 1950 | 1961 | 1970 | 1980 | 1991 | 2001 | 2011 | 2021 |
| -------------- | ---- | ---- | ---- | ---- | ---- | ---- | ---- | ---- | ---- | ---- | ---- | ---- | ---- | ---- | ---- |
| Počet obyvatel | 416  | 400  | 428  | 376  | 344  | 326  | 279  | 247  | 218  | 184  | 133  | 97   | 84   | 78   | 78   |
| Počet domů     | 54   | 57   | 61   | 61   | 61   | 60   | 63   | 65   | 58   | 52   | 49   | 63   | 64   | 64   | 63   |

## Obecní správa
Při sčítání lidu v letech 1850–1976 Drahenický Málkov byl samostatnou obcí, se kterým patřil nejprve do okresu Blatná, ale od roku 1960 v okrese Strakonice. Od 1. dubna 1976 je částí města Blatná v okrese Strakonice.

## Galerie

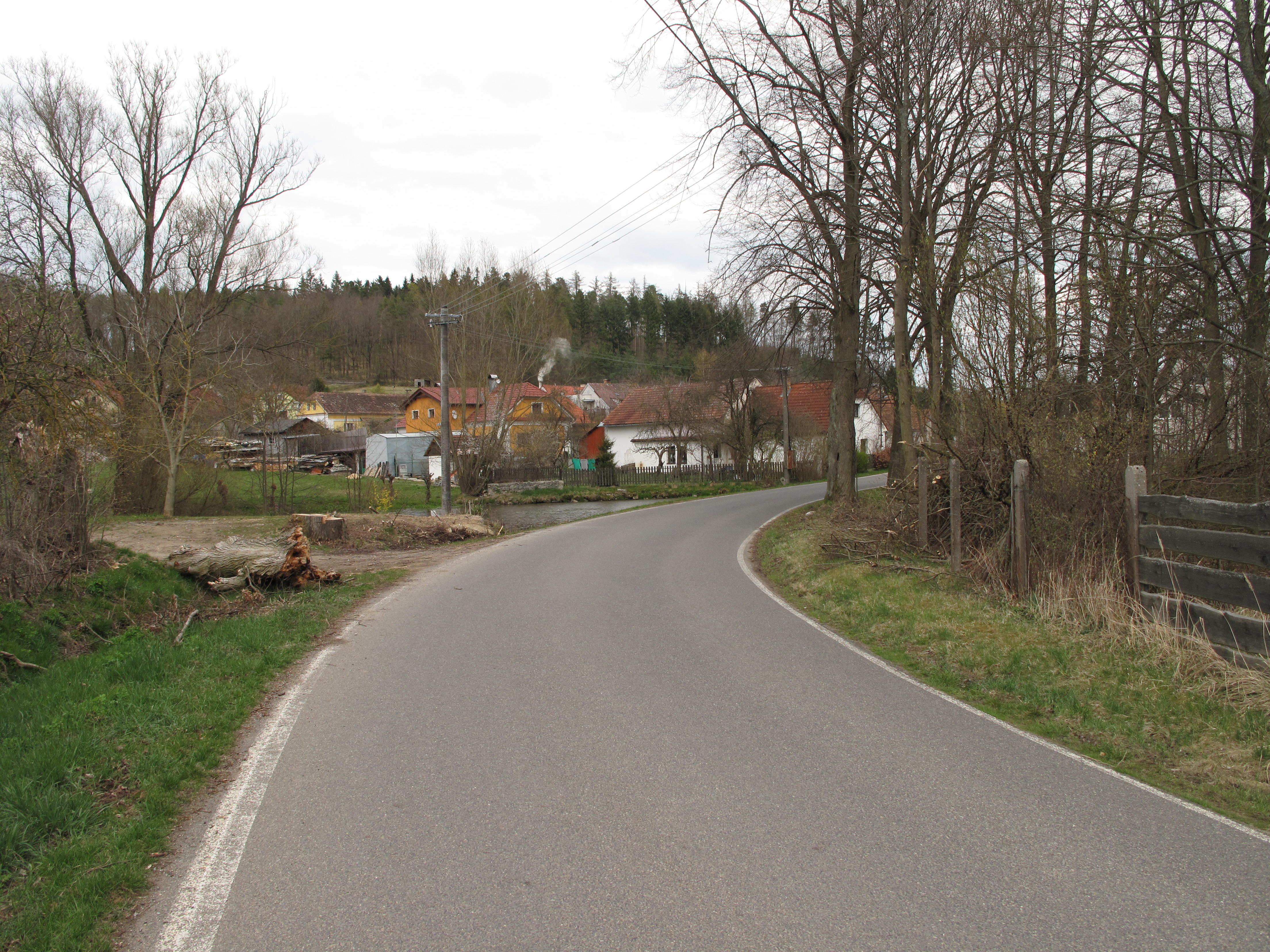
Silnice k místní části Chaloupky
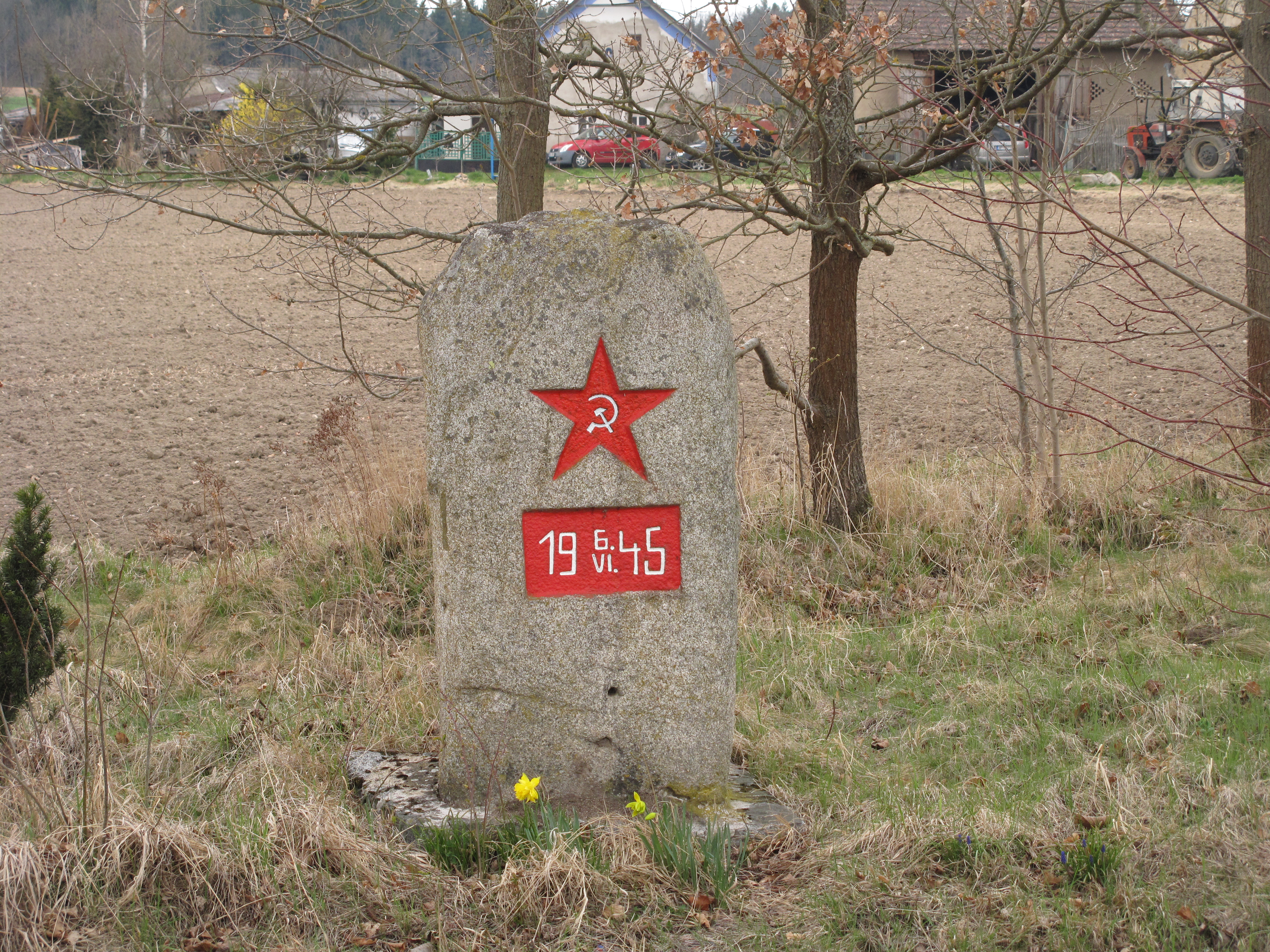
Památník
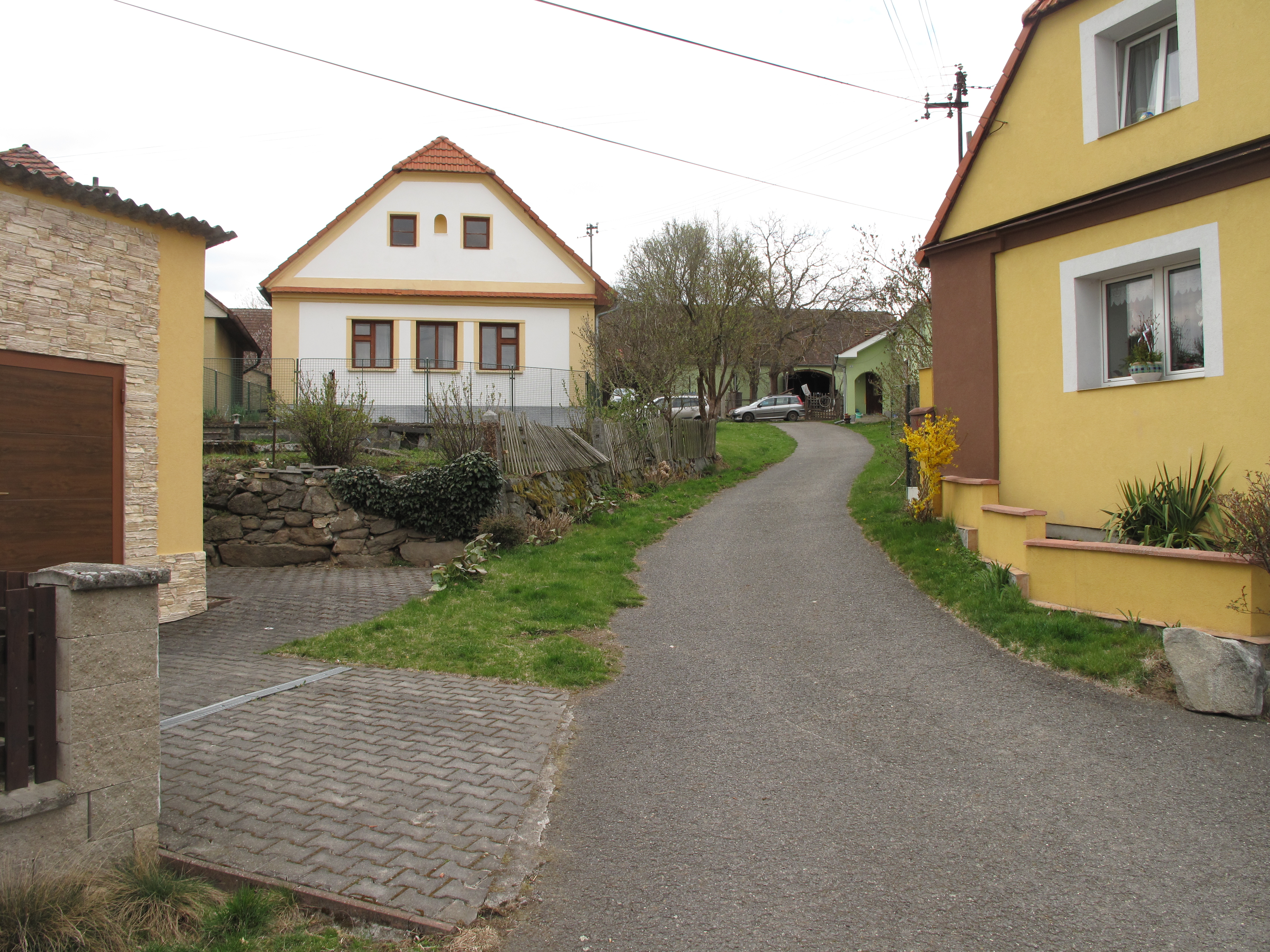
Domy
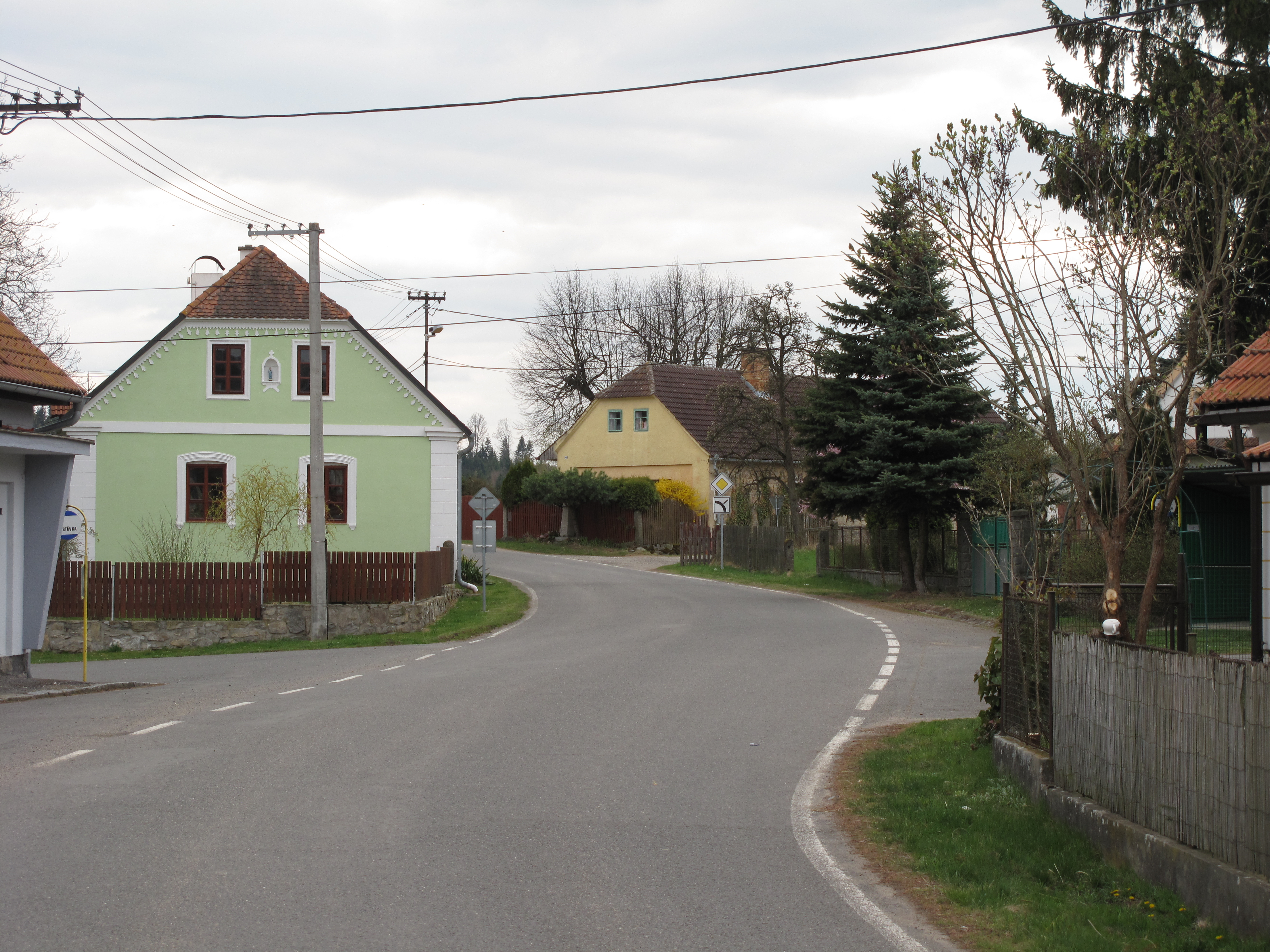
Chalupy u silnice